# Colonia San Isidro, Zacatecas
Colonia San Isidro är en ort i Mexiko.   Den ligger i kommunen Genaro Codina och delstaten Zacatecas, i den centrala delen av landet, 500 km nordväst om huvudstaden Mexico City. Colonia San Isidro ligger 2 197 meter över havet och antalet invånare är 800.
Terrängen runt Colonia San Isidro är kuperad åt sydost, men åt nordväst är den platt. Colonia San Isidro ligger nere i en dal. Runt Colonia San Isidro är det ganska glesbefolkat, med 32 invånare per kvadratkilometer. Närmaste större samhälle är San Pedro Piedra Gorda, 12,7 km öster om Colonia San Isidro. Omgivningarna runt Colonia San Isidro är i huvudsak ett öppet busklandskap.